# 蒙迪斯
蒙迪斯（法語：Mont-Disse，法語發音：[mɔ̃ dis]）是法国大西洋比利牛斯省的一个市镇，属于波城区。

## 地理
蒙迪斯（43°33'26"N, 0°9'2"W）面积5.35 平方千米，位于法国新阿基坦大区大西洋比利牛斯省，该省份为法国东南部省份，涵盖了贝阿恩与北巴斯克，西临大西洋比斯開灣，北至朗德省，东北接热尔省，东临上比利牛斯省，南与西班牙接壤。
与蒙迪斯接壤的市镇（或旧市镇、城区）包括：阿罗塞斯、欧布斯、欧里永-伊代尔讷、艾迪、卡迪永、孔谢德贝阿尔恩、迪于斯。

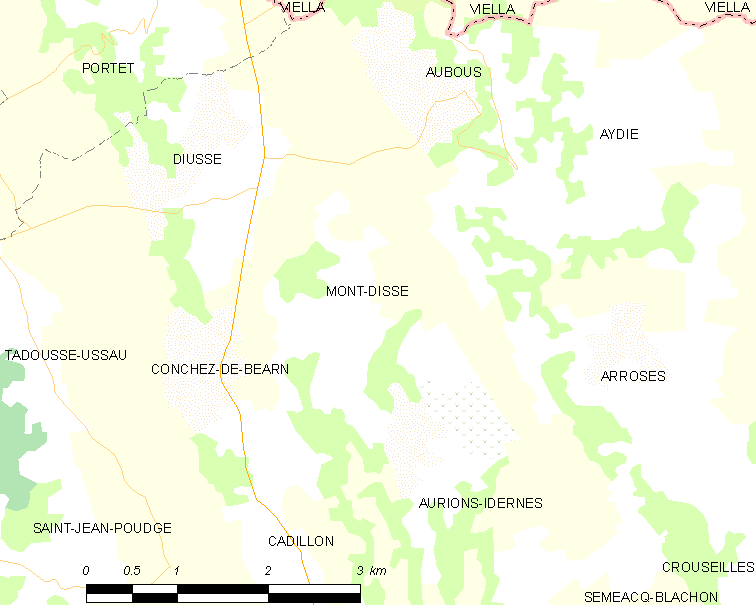
蒙迪斯的OSM定位图

蒙迪斯的时区为UTC+01:00、UTC+02:00（夏令时）。

## 行政
蒙迪斯的邮政编码为64330，INSEE市镇编码为64401。

## 政治
蒙迪斯所属的省级选区为吕伊河土地和维克比伊山坡县。

## 人口

1962-2008年间蒙迪斯人口变化图示

蒙迪斯于2022年1月1日时的人口数量为81人。